# ماريسا بيترورو
ماريسا بيترورو (بالإنجليزية: Marisa Petroro)‏ هي ممثلة أمريكية، ولدت في 11 فبراير 1972 في الولايات المتحدة. بدأت مشوارها المهني سنة 1976.

## وصلات خارجية
- ماريسا بيترورو على موقع IMDb (الإنجليزية)
- ماريسا بيترورو على موقع ألو سيني (الفرنسية)
- ماريسا بيترورو على موقع أول موفي (الإنجليزية)
- ماريسا بيترورو على موقع قاعدة بيانات الفيلم (الإنجليزية)
- ماريسا بيترورو على موقع كينوبويسك (الروسية)